# Universitätsklinikum Halle (Saale)

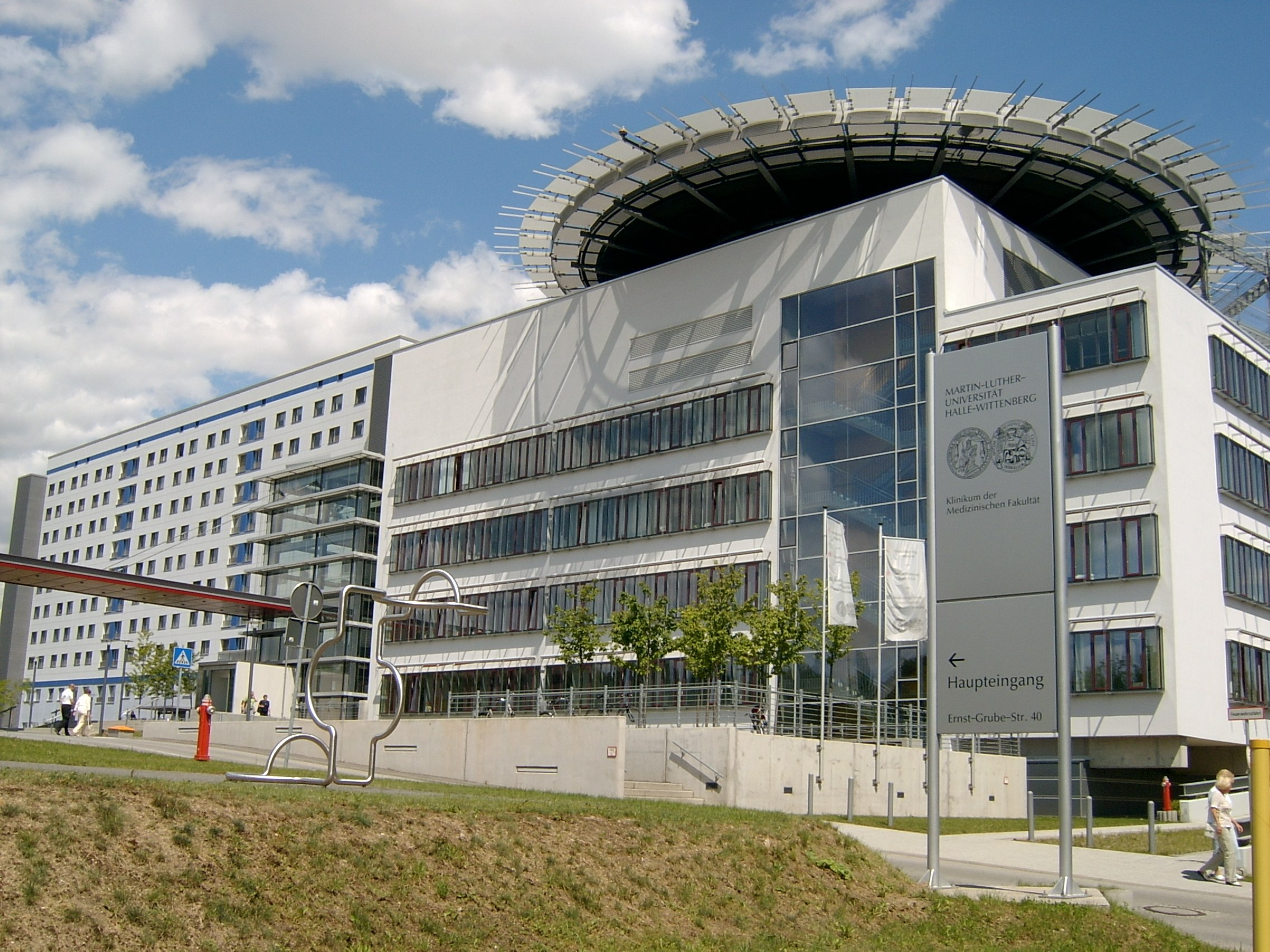
Die Westseite des Krankenhauses

Das Universitätsklinikum Halle (Saale) ist ein Krankenhaus der Maximalversorgung und der Medizinischen Fakultät der Martin-Luther-Universität Halle-Wittenberg angegliedert. Es ist das größte Krankenhaus in Sachsen-Anhalt und umfasst 29 Kliniken und Polikliniken, 17 Institute sowie vier Profilzentren. Derzeitiger (Stand 2022) Ärztlicher Direktor ist Thomas Moesta, derzeitige Dekanin der Medizinischen Fakultät ist Heike Kielstein.

## Standorte

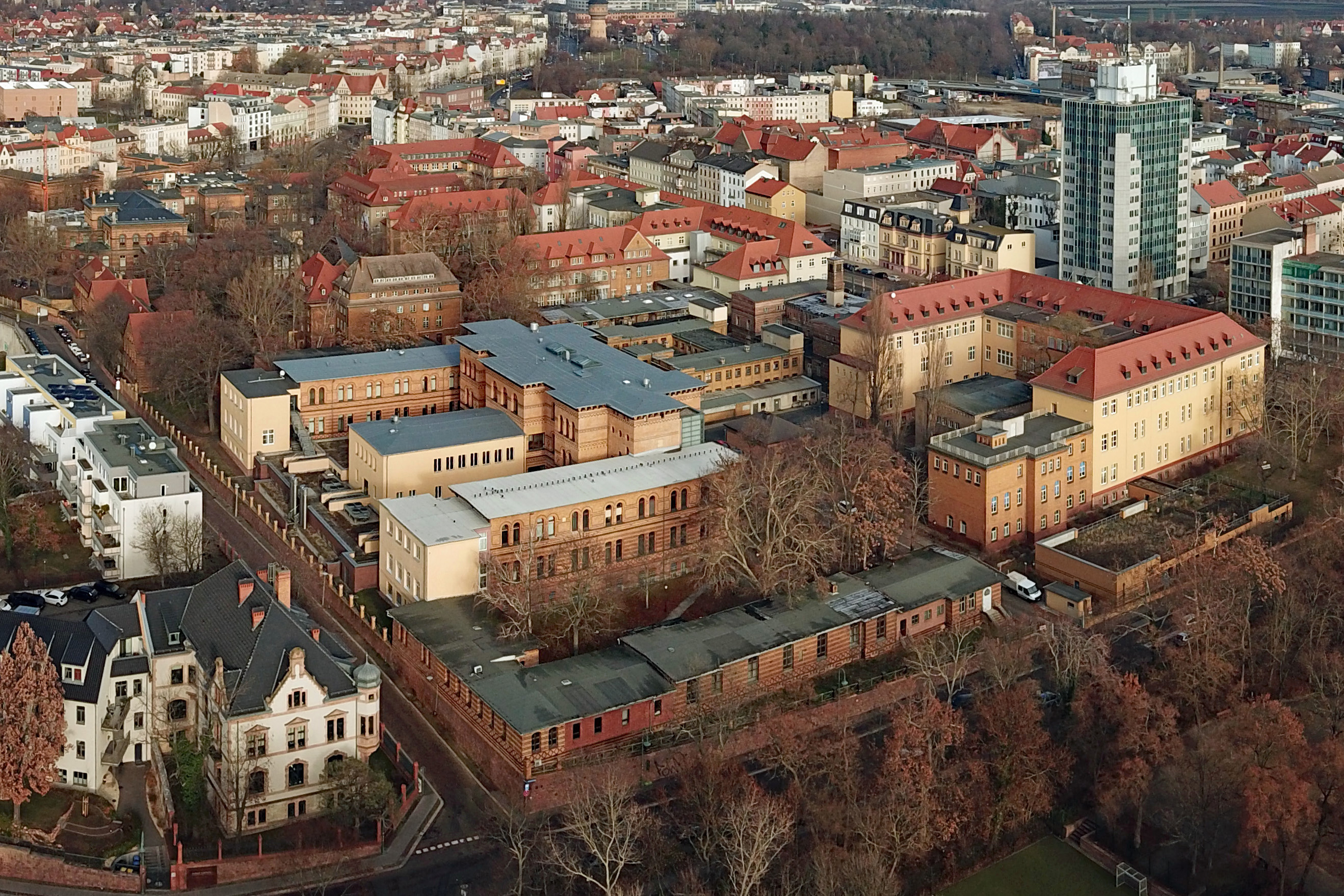
Altklinikum aus der Luft mit Blick Richtung Norden

Das Hauptgelände des Universitätsklinikums Halle (Saale) befindet sich in der Ernst-Grube-Straße in Kröllwitz. Östlich dieses Standortes befindet sich die Klinik für Psychiatrie, Psychotherapie und Psychosomatik und das Institut für Physiologische Chemie. Die meisten Institute haben ihren Sitz am Standort Medizin-Campus Steintor (Magdeburger Straße), dort ist ebenso die Zahnklinik ansässig.

## Geschichte

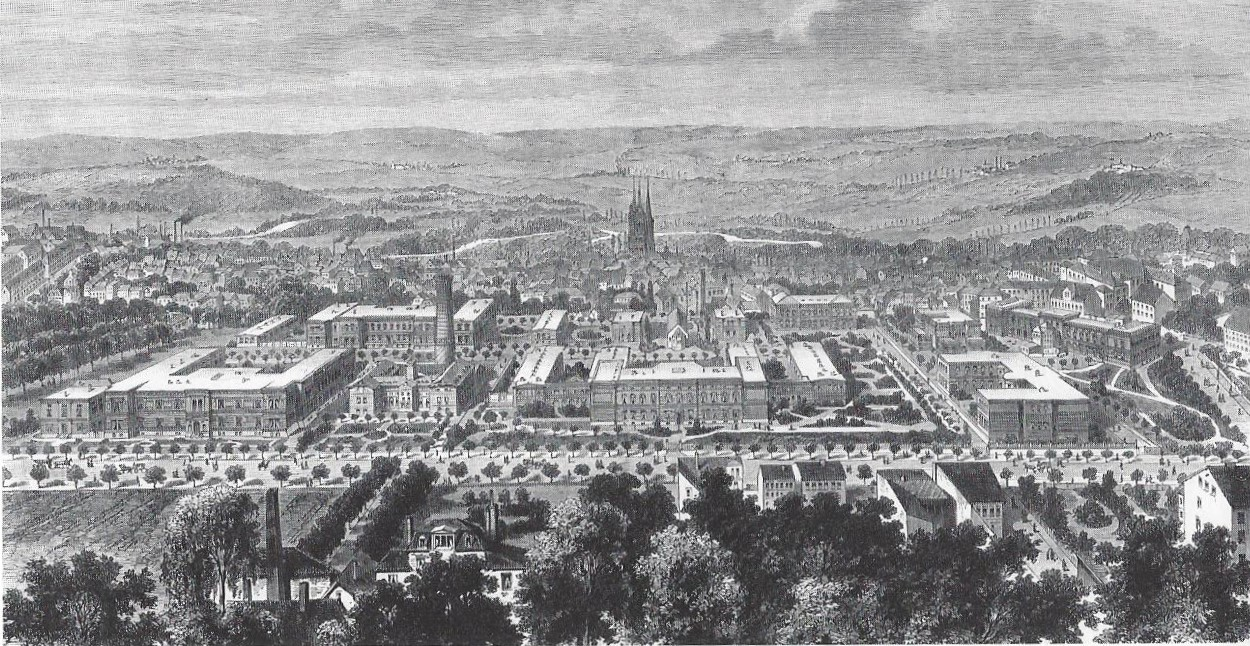
Klinik- und Institutskomplex der Universität Halle (1882)

Seit 1694 kann in Halle Medizin studiert werden. Für den klinischen Unterricht wurde das 1716 eingerichtete Krankenhaus der Franckeschen Stiftungen genutzt. Ab 1786 wurde das leerstehende Glauchaer Hospital und später auch das Gebäude des Reformierten Gymnasiums der Stadt genutzt. Das erste fakultätseigene Krankenhaus wurde 1839/1840 nach Plänen von Johann Justus Peter Schulze am Domplatz errichtet, welches mehrfach erweitert wurde. Um den gestiegenen medizinischen Anforderungen Rechnung zu tragen, wurde in den Jahren von 1876 bis 1884 ein neuer Klinikenkomplex zentrumsnah an der Magdeburger Straße unter Leitung der Architekten Ludwig von Tiedemann und Emil Streichert erbaut. Anfang der 1950er Jahre wurden einige Gebäude dort erweitert und ausgebaut. 1974 wurde an der Ernst-Grube-Straße in Kröllwitz mit dem Bau eines Krankenhauses zur Versorgung von Halle-Neustadt begonnen, welches 1979 in Besitz der Universität überging. Es entstanden zwei Bettenhäuser in Einheitsbauweise, bis 1984 zogen einige Abteilungen in den neuen Komplex. Nach der Wende wurde dieser Krankenhausstandort modernisiert und erweitert. Zu Beginn des Jahrtausends wurde für 153 Millionen Euro ein neuer Erweiterungsbau errichtet, der einen Zentral-OP mit 20 Sälen, neue Intensivstationen, eine Blutbank sowie poliklinische Bereiche und Bettenstationen umfasst. Zudem entstanden neue Hörsäle, Seminarräume und eine Bibliothek. Seit dem 1. Januar 2006 ist das Universitätsklinikum Halle (Saale) eine Anstalt öffentlichen Rechts.

## Krankenversorgung
Es handelt sich um ein Krankenhaus der Maximalversorgung. Es verfügt über ca. 1.000 stationäre Betten. Jährlich werden ca. 195.000 Patienten ambulant und 40.000 stationär behandelt.

## Forschung
Die Schwerpunkte der Forschungsarbeit sind die Bereiche Molekulare Medizin der Signaltransduktion und Epidemiologie-Rehabilitation-Pflege, wobei letzterer ein Alleinstellungsmerkmal darstellt. Dabei spielt neben der krankheitsorientierten besonders die patientenorientierte Forschung eine Rolle. Als Instrument zur Forschungs- und Nachwuchsförderung an der Medizinischen Fakultät der Uni Halle–Wittenberg wurde das Wilhelm-Roux-–Programm initiiert.

## Übersicht der Kliniken und Institute
Die folgende Liste gibt einen Überblick über alle Kliniken und Polikliniken, Sektionen sowie Institute des Universitätsklinikums Halle (Saale).

### Department für Innere Medizin
- Universitätsklinik und Poliklinik für Innere Medizin I (Schwerpunkte: Gastroenterologie und Pneumologie)
- Universitätsklinik und Poliklinik für Innere Medizin II (Schwerpunkte: Nephrologie, Rheumatologie und Endokrinologie)
- Universitätsklinik und Poliklinik für Innere Medizin III (Schwerpunkte: Kardiologie und Internistische Intensivtherapie)
- Universitätsklinik und Poliklinik für Innere Medizin IV (Schwerpunkte: Onkologie und Hämatologie)

### Department für operative und konservative Kinder- und Jugendmedizin
- Universitätsklinik und Poliklinik für Pädiatrie I
- Universitätsklinik und Poliklinik für Pädiatrie II
- Universitätsklinik und Poliklinik für Kindertraumatologie und Kinderchirurgie
- Abteilung für Neonatologie und Pädiatrische Intensivmedizin

### Department für Zahn-, Mund- und Kieferheilkunde
- Universitätsklinik und Poliklinik für Mund-, Kiefer- und Plastische Gesichtschirurgie
- Universitätspoliklinik für Zahnerhaltungskunde und Parodontologie
  - Sektion Präventive Zahnheilkunde und Kinderzahnheilkunde
- Universitätspoliklinik für Kieferorthopädie
- Universitätspoliklinik für Zahnärztliche Prothetik
  - Sektion Zahnärztliche Propädeutik

### Department für Strahlenmedizin
- Universitätsklinik und Poliklinik für Radiologie
- Universitätsklinik und Poliklinik für Strahlentherapie
- Abteilung für Nuklearmedizin

### Department für Orthopädie und Unfall- und Wiederherstellungschirurgie
- Abteilung für Unfall- und Wiederherstellungschirurgie
  - Abteilung für Unfallchirurgie/Sporttraumatologie/Arthroskopische Chirurgie
- Abteilung für Orthopädie und Physikalische Medizin

### Universitätskliniken und Polikliniken
- Universitätsklinik für Anästhesiologie und operative Intensivmedizin
- Universitätsklinik und Poliklinik für Augenheilkunde
- Universitätsklinik und Poliklinik für Hals-, Nasen- und Ohrenheilkunde, Kopf- und Halschirurgie
- Universitätsklinik und Poliklinik für Dermatologie und Venerologie
- Universitätsklinik und Poliklinik für Neurochirurgie
- Universitätsklinik und Poliklinik für Neurologie
- Universitätsklinik und Poliklinik für Psychiatrie, Psychotherapie und Psychosomatik
- Universitätsklinik und Poliklinik für Viszerale, Gefäß- und Endokrine Chirurgie
- Universitätsklinik und Poliklinik für Herzchirurgie
- Universitätsklinik und Poliklinik für Urologie
- Universitätsklinik und Poliklinik für Gynäkologie
- Universitätsklinik und Poliklinik für Geburtshilfe und  Pränatalmedizin

### Profilzentren
- Perinatalzentrum
- Zentrum für Reproduktionsmedizin und Andrologie
- Brustzentrum
- Landeszentrum für Zell- und Gentherapie

### Institute
- Institut für Allgemeinmedizin
- Institut für Anatomie und Zellbiologie
- Institut für Geschichte und Ethik der Medizin
- Institut für Gesundheits- und Pflegewissenschaft
- Institut für Humangenetik
- Institut für Medizinische Epidemiologie, Biometrie und Informatik
- Institut für Medizinische Immunologie
- Institut für Medizinische Mikrobiologie
- Institut für Medizinische Soziologie
- Institut für Pathologie
- Institut für Pharmakologie und Toxikologie
- Institut für Physiologische Chemie
- Institut für Rechtsmedizin
- Institut für Rehabilitationsmedizin
- Institut für Umwelttoxikologie
- Julius-Bernstein-Institut für Physiologie